# Nowy Glinnik-Osiedle
Nowy Glinnik-Osiedle – osada w Polsce położona w województwie łódzkim, w powiecie tomaszowskim, w gminie Lubochnia, w odległości 9 kilometrów od 60-tysięcznego Tomaszowa Mazowieckiego.
Oficjalnie nazwa miejscowości obowiązuje od 1 stycznia 2018 roku, wcześniej nazwa funkcjonowała jako niestandaryzowana część wsi Nowy Glinnik.
W latach 1975–1998 miejscowość administracyjnie należała do województwa piotrkowskiego.
Miejscowość jest osiedlem wojskowym, składa się z kilkunastu 3, 4-piętrowych bloków. Znajduje się tu rozbudowana infrastruktura: sklepy, kiosk z punktem Lotto, bar piwny, biblioteka, poczta, fryzjer, piekarnia, Klub Wojskowy, klub z dyskotekami, obiekty sportowe (korty tenisowe, stadion piłkarski z bieżnią), ogródek zabaw dla dzieci (kiedyś zadbany i bogato wyposażony – dziś zdewastowana własność prywatna), 2 place zabaw, kościół.
Osiedle posiada następujące media: elektryczność, ciepła woda, kanalizacja (z pobliską oczyszczalnią ścieków), telefon, telewizja kablowa, internet, gaz. Rozpoczęto wykonanie nowej kanalizacji burzowej i sieci gazowej. Połączenia z pobliskimi miejscowościami zapewniają autobusy MZK Tomaszów Mazowiecki i prywatne busy.